# Evermannella melanoderma
Evermannella melanoderma är en fiskart som beskrevs av Parr 1928. Evermannella melanoderma ingår i släktet Evermannella och familjen Evermannellidae. Inga underarter finns listade i Catalogue of Life.